# NGC 2440
NGC 2440 est une nébuleuse planétaire située dans la constellation de la Poupe. NGC 2440 a été découverte par l'astronome germano-britannique William Herschel en 1790.
Cette nébuleuse s'éloigne du système solaire à une vitesse de 62,7 ± 2,0 km/s. Deux distances sont indiquées sur la base de données Simbad, soit 1,476 ± 0,295 Mpc (∼4,81 millions d'al) et environ 1,359 kpc (∼4 430 al). La moyenne des deux valeurs donne 1 418 pc avec une incertitude d'au moins 296 pc.

## Observation
Avec une magnitude visuelle apparente de 9,4, on peut l'observer avec des jumelles dont l'ouverture est de 60 mm à 70 mm ou avec un petit télescope.

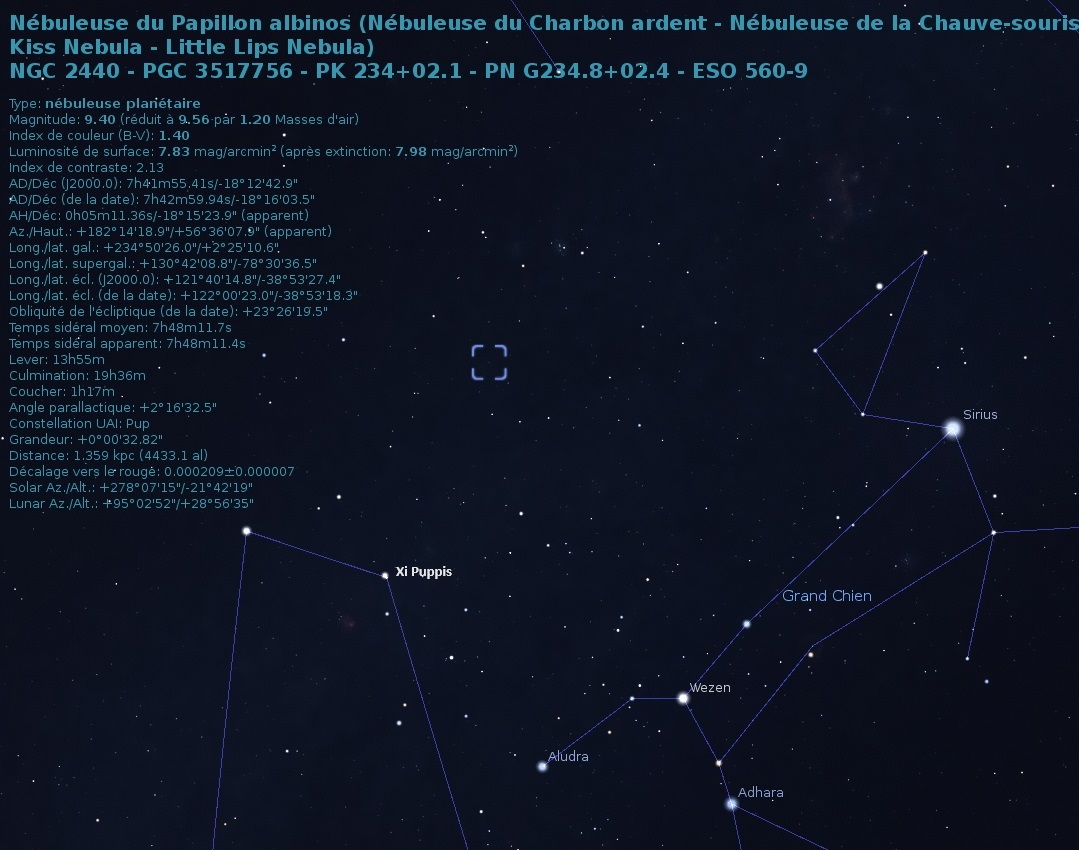
Localisation de NGC 2440 dans la constellation de la Poupe (Stellarium).

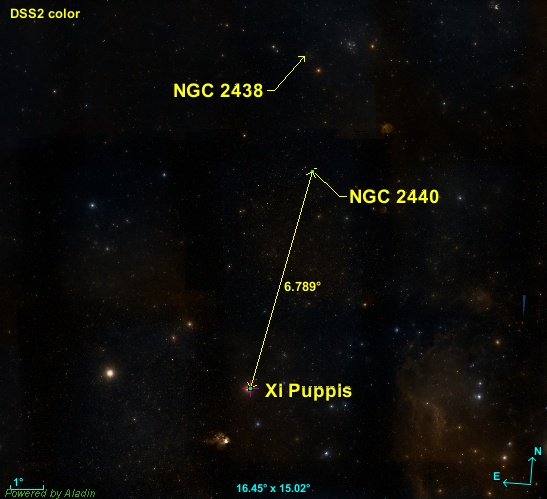
Position de NGC 2440 par rapport à une étoile.

NGC 2440 est situé à environ 6,8 degrés au nord-ouest de Xi Puppis. NGC 2438, un autre amas ouvert, est situé dans la même région du ciel au nord-est de NGC 2440.

## La structure de la nébuleuse

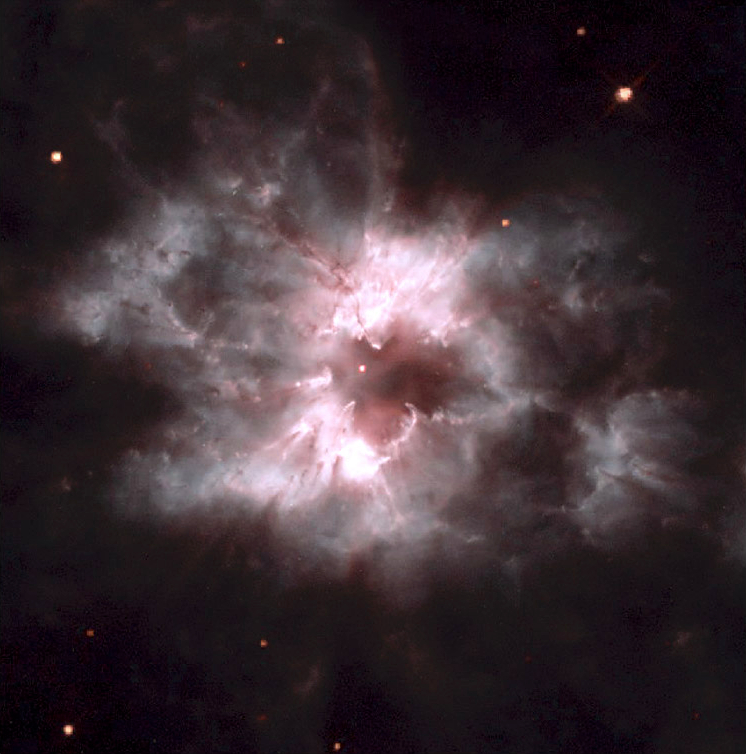
La structure complexe de NGC 2400 (NASA and The Hubble Heritage Team (STScI/AURA)).

La structure complexe de la nébuleuse est produite par un double écoulement provenant de l'étoile centrale semblable à ceux de NGC 2346. Mais, dans le cas de NGC 2440, les écoulements sont épisodiques et se produisent dans une direction différente à chaque épisode. La nébuleuse renferme également plusieurs nuages de poussière, certains formant de long filaments sombres partant de l'étoile centrale. En plus des gaz lumineux excités par les radiations ultraviolettes de l'étoile centrale, la nébuleuse est entourée d'un plus vaste nuage de gaz plus froid qu'on ne peut voir en lumière visible, mais que les photos en infrarouge peuvent détecter.

## L'étoile centrale de NGC 2440

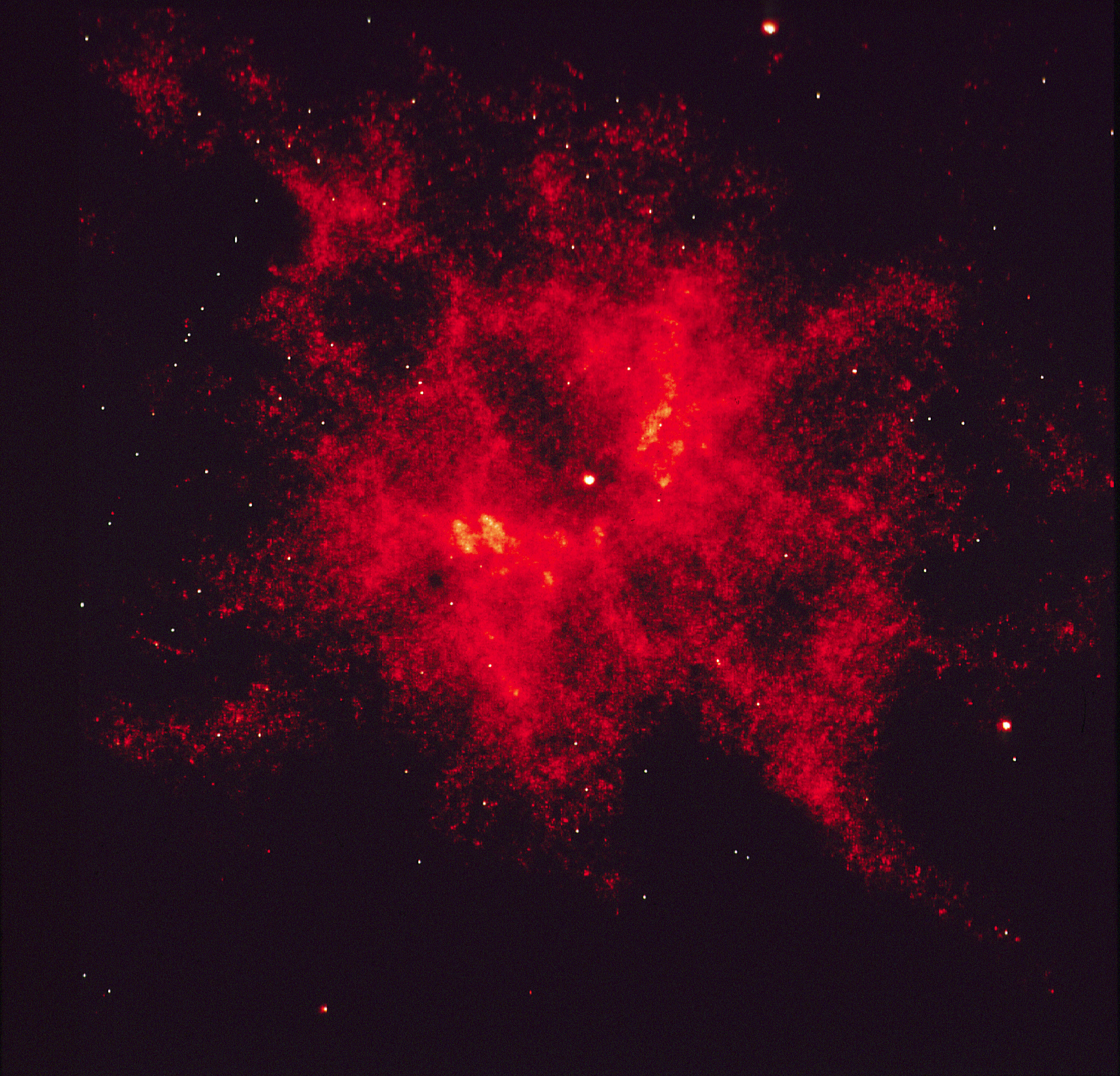
Captée en 1992, cette photo est la première image nette de l'étoile centrale de NGC 2440 (télescope spatial Hubble).

La photo captée en 1992 par le télescope Hubble est la première image image nette de HD 62166, l'étoile centrale de la nébuleuse. HD 62166 est l'étoile centrale la plus chaude connue, avec une température de surface atteignant les 219 000 K. HD 62166 est le minuscule point blanc brillant au centre de la nébuleuse. Il s'agit d'un naine blanche dont la masse et le rayon sont d'environ 0,6 {\displaystyle M_{\odot }} et 0,028{\displaystyle R_{\odot }}. La magnitude apparente de cette étoile est de 17,5. Selon Mata et al., la vitesse d'expansion de la nébuleuse est de 12 km/s et sa température effective est de 80 kK

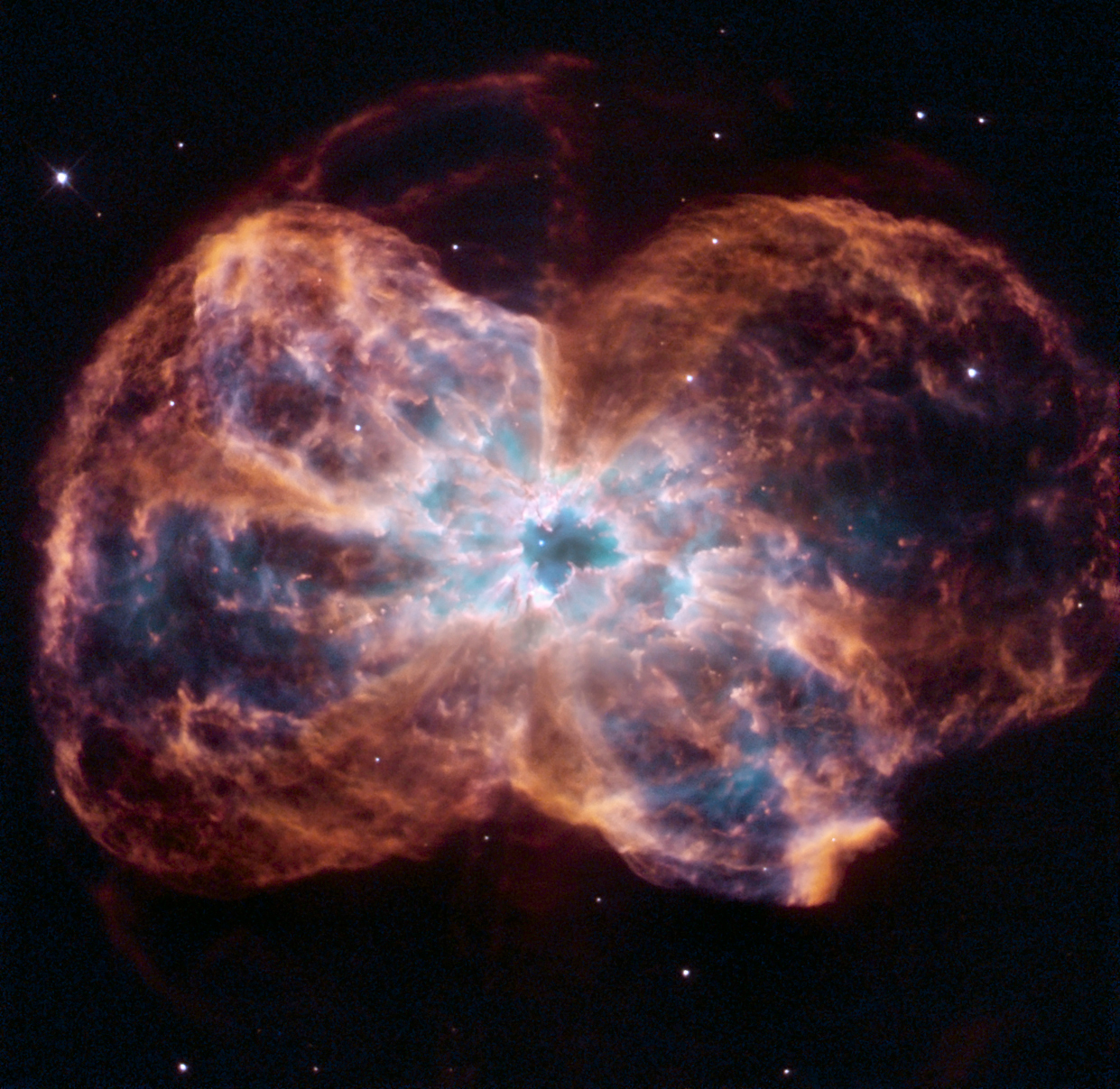
NGC 2440 par le télescope spatial Hubble.